# Mesógeion
Mesógeion (Mesogeio) är en ort i Grekland.   Den ligger i prefekturen Nomós Sámou och regionen Nordegeiska öarna, i den östra delen av landet, 270 km öster om huvudstaden Aten. Mesógeion ligger 769 meter över havet och antalet invånare är 109. Den ligger på ön Samos.
Terrängen runt Mesógeion är kuperad söderut, men norrut är den bergig. Mesógeion ligger uppe på en höjd.Runt Mesógeion är det ganska tätbefolkat, med 52 invånare per kvadratkilometer. Närmaste större samhälle är Néon Karlovásion, 12,7 km nordväst om Mesógeion. 